# 거창민란
거창민란(居昌民亂)은 1862년(철종 13년) 음력 5월 각지에서 일어난 민란의 영향을 받아 경상도 거창현에서 일어난 농민 봉기이다.
수령의 횡포와 삼정 문란에 불만을 품은 농민들이 부사 황종석이 진주 민란의 안핵사로 나가 자리를 비운 틈을 타서 난을 일으켰다. 이시규·최남기·이승문 등이 삼정의 폐단을 바로잡고자 통문을 올리고 농민들을 모아 관아를 습격하고 관청 서류를 불태웠다. 후에 이들은 모두 체포되어 진주에서 처형되었다.

## 같이 보기
- 진주 민란
- 삼정의 문란
- 조선 후기의 농민 반란